# Windosill
Windosill — это видеоигра-головоломка, вышедшая в 2009 году и повлиявшая на другие игры.

## Игровой процесс
В Windosill игроку необходимо перемещать объекты, которые находятся в комнате, взаимодействовать с ними.

### Галерея
- Видео, демонстрирующее геймплей Windosill
- Начальный экран Windosill.
- Скриншот Windosill №1
- Скриншот Windosill №2

## Разработка
Разработчик Windosill — Патрик Смит. Название Vectorpark относится к работам, созданным им.
При разработке игры автор использовал в ней звуки с сайта freesound.org.
Релиз Flash-версии Windosill состоялся в 2009 году. 15 декабря 2011 года вышла портированная версия игры для iOS, включавшая в себя концепт-арт (эта версия доступна только для iPad). В апреле 2012 года Windosill стала частью Humble Bundle студии Amanita Design.

## Оценки
По данным агрегатора рецензий Metacritic, Windosill получила «всеобщее признание». Сразу несколько авторов рецензий сочли, что им понравился стиль, в котором выполнена графика Windosill.

### Наследие
Windosill оказала своё влияние на такие игры, как Alto’s Adventure, Blek, Donut County и Monument Valley. Позже, в 2015 году, вышла игра Metamorphabet, созданная тем же разработчиком, что и Windosill.